# 司元功
司元功（？—？），河北冀縣人，八卦掌宗師董海川的弟子，為當地菜農。在董海川墓志铭中排行第48。
輕功甚高，據梁振蒲弟子李子鳴曾经见过司元功八十岁时练八卦掌可以一轉身可坐到房上去。
其傳人不多。